# Walliswil bei Wangen
Walliswil bei Wangen ist eine politische Gemeinde im Verwaltungskreis Oberaargau des Kantons Bern in der Schweiz.

## Geographie
Walliswil bei Wangen liegt auf 456 m ü. M., 2,5 km östlich des Bezirkshauptortes Wangen an der Aare und 12 km östlich der Stadt Solothurn (Luftlinie). Das langgestreckte Dorf erstreckt sich auf einem Geländevorsprung südlich der Aare gegenüber von Walliswil bei Niederbipp, im Oberaargau.
Die Fläche des 3,1 km² grossen Gemeindegebiets umfasst einen Abschnitt des nördlichen Berner Mittellandes. Die nördliche Grenze bildet auf einer Länge von rund 2 km die Aare, die hier in ein Tal eingetieft ist. Vom Fluss erstreckt sich der Gemeindeboden südwärts über eine schmale Talaue und den Steilhang auf das Hochplateau von Walliswil, eigentlich ein Moränenwall, der durch den eiszeitlichen Rhonegletscher geformt wurde. Östlich an das Dorf schliesst der Humpergwald an. Nach Süden reicht der Gemeindebann über die waldbedeckte Höhe Langimoos (491 m ü. M.) bis in den Bergwald. Von der Gemeindefläche entfielen 1997 10 % auf Siedlungen, 34 % auf Wald und Gehölze, 52 % auf Landwirtschaft, und etwas mehr als 4 % war unproduktives Land.
Nachbargemeinden von Walliswil bei Wangen sind Berken, Heimenhausen, Wangen an der Aare, Wiedlisbach und Walliswil bei Niederbipp.

## Bevölkerung
Mit 611 Einwohnern (Stand 31. Dezember 2023) gehört Walliswil bei Wangen zu den kleineren Gemeinden des Kantons Bern. Von den Bewohnern sind 98,7 % deutschsprachig, 0,5 % französischsprachig, und 0,4 % sprechen Albanisch (Stand 2000). Die Bevölkerungszahl von Walliswil bei Wangen belief sich 1850 auf 567 Einwohner, 1900 auf 599 Einwohner. Im Verlauf des 20. Jahrhunderts pendelte die Bevölkerungszahl stets im Bereich zwischen 520 und 620 Personen. Der Höchststand wurde 1970 mit 623 Einwohnern verzeichnet.

## Wirtschaft
Walliswil bei Wangen war bis in die zweite Hälfte des 20. Jahrhunderts ein vorwiegend durch die Landwirtschaft geprägtes Dorf. Noch heute haben der Ackerbau und Obstbau sowie die Viehzucht und die Forstwirtschaft einen gewissen Stellenwert in der Erwerbsstruktur der Bevölkerung. Weitere Arbeitsplätze sind im lokalen Kleingewerbe und im Dienstleistungssektor vorhanden, unter anderem in Betrieben des Baugewerbes, der Elektrobranche und in einer Firma für Sicherheitsanlagen. In den letzten Jahrzehnten hat sich das Dorf zu einer Wohngemeinde entwickelt. Viele Erwerbstätige sind deshalb Wegpendler, die hauptsächlich in der Region Langenthal-Herzogenbuchsee, im Raum Solothurn und in den grösseren Orten entlang des Jurasüdfusses arbeiten.

## Verkehr
Die Gemeinde liegt abseits der grösseren Durchgangsachsen an einer Verbindungsstrasse von Wangen an der Aare nach Berken. Der nächste Anschluss an die Autobahn A1 (Bern–Zürich) befindet sich rund 4 km vom Ortskern entfernt. Durch eine Buslinie, welche die Strecke von Herzogenbuchsee nach Wangen an der Aare bedient, ist Walliswil bei Wangen an das Netz des öffentlichen Verkehrs angebunden.

## Geschichte
Die erste urkundliche Erwähnung des Ortes erfolgte 1102 unter dem Namen Walaswiler, wobei nicht klar ist, um welches Walliswil es sich hier handelte. Später erschienen die Bezeichnungen Waloswile (1329), Walaswile (1332), Wälinswiller (1371), Waleschwile (1385) und Wallyswyl (1518). Der Ortsname könnte entweder vom althochdeutschen Wort walah (welsch, romanischsprachig) oder vom Personennamen Walacho abgeleitet worden sein. Er bedeutet demnach beim Gehöft des Walacho/des Welschen.
Seit dem Mittelalter gehörte Walliswil bei Wangen zur Propstei Wangen und unterstand der Oberhoheit der Kyburger. Im Jahr 1406 gelangte das Dorf unter die Herrschaft der Stadt Bern und wurde in der Folge der Landvogtei Wangen zugeordnet. Nach dem Zusammenbruch des Ancien Régime (1798) gehörte Walliswil bei Wangen während der Helvetik zum Distrikt Wangen und ab 1803 zum Oberamt Wangen, das mit der neuen Kantonsverfassung von 1831 den Status eines Amtsbezirks erhielt. Walliswil bei Wangen besitzt keine eigene Kirche, es gehört zur Pfarrei Wangen.

## Schwemmhäuser
Eine Besonderheit der Gemeinde Walliswil sind die noch zehn (von einst zwanzig) «Schwemmhäuser» – Bauernhäuser, die im 18. Jahrhundert fast vollständig aus Treibholz aus der Emme errichtet wurden. In jener Zeit wurden durch heftige Gewitter im Emmental oft ganze Häuser oder Holzbrücken zerstört und von der Emme mitgerissen. Die Walliswiler Taglöhner bargen die in die Aare gelangten, im Fluss treibenden Holzteile mit Weidlingen und errichteten daraus ihre Häuser.